# Rogerio Tutti
Rogerio Lourenço dos Santos, mais conhecido como Rogerio Tutti (Bauru, 19 de fevereiro de 1979), é um pianista brasileiro de renome internacional. Em diferentes oportunidades, o músico se apresentou em salas de concerto dos Estados Unidos, Brasil, Rússia, Chile e Portugal. Seu DVD "Concerto de Piano" tem sido veiculado pela emissora C Music TV, que transmite para mais de 50 países da América, Europa e Ásia.

## Carreira
A história do concertista começou aos 16 anos. Em pouco tempo, Rogerio Tutti iniciou o curso de piano erudito, do Conservatório Pio XII, em Bauru, interior do Estado de São Paulo.
Em 1998, o pianista ingressou no bacharelado em piano, pela Universidade do Sagrado Coração  (SP).
Em 2002, Tutti iniciou o curso de mestrado em Música, na Universidade de Dakota do Norte, nos Estados Unidos e, em seguida, obteve seu diploma de graduação em Piano Performance, no Conservatório da Nova Inglaterra , em Boston, além de ter estudado no Conservatório Tchaikovsky, na Rússia.
No início de 2010, doutorou-se em Música, pela Escola de Comunicações e Artes da Universidade de São Paulo . 
Desde os 15 anos se dedica ao ensino de piano, inicialmente com aulas particulares e, em seguida, no Conservatório Pio XII da Universidade Federal do Rio Grande do Norte e Universidade Dakota do Norte, em Grand Forks (EUA). Em fevereiro de 2010, durante turnê pelos Estados Unidos, Tutti recebeu a Chave de Ouro da Cidade de Grand Forks das mãos de Michael R. Brown, prefeito da cidade. Tal premiação é concedida apenas a cidadãos honorários.

## DVD "Concerto de Piano"
Em seu primeiro DVD, intitulado "Concerto de Piano", executa obras de Beethoven, Chopin, Liszt e Villa-Lobos. "Concerto de Piano" já foi exibido em emissoras de televisão do Brasil e de mais de 50 países do exterior, como Irlanda, Suécia, Noruega, Austrália, Nova Zelândia, Áustria, Croácia, Dinamarca, França, Suíça, Alemanha, Rússia, Estados Unidos, entre outros.

## Prêmios
- Primeiro lugar no Concurso "MTNA - North Dakota", nos Estados Unidos
- Primeiro lugar no Concurso "Artlivre", em São Paulo
- Terceiro lugar no Concurso Internacional "Cláudio Arrau", em  Quilpue, no Chile
- Prêmio de Melhor Intérprete da Música Latino Americana em "Amadeo Roldán", em Havana, Cuba.[14]